# Hadrian

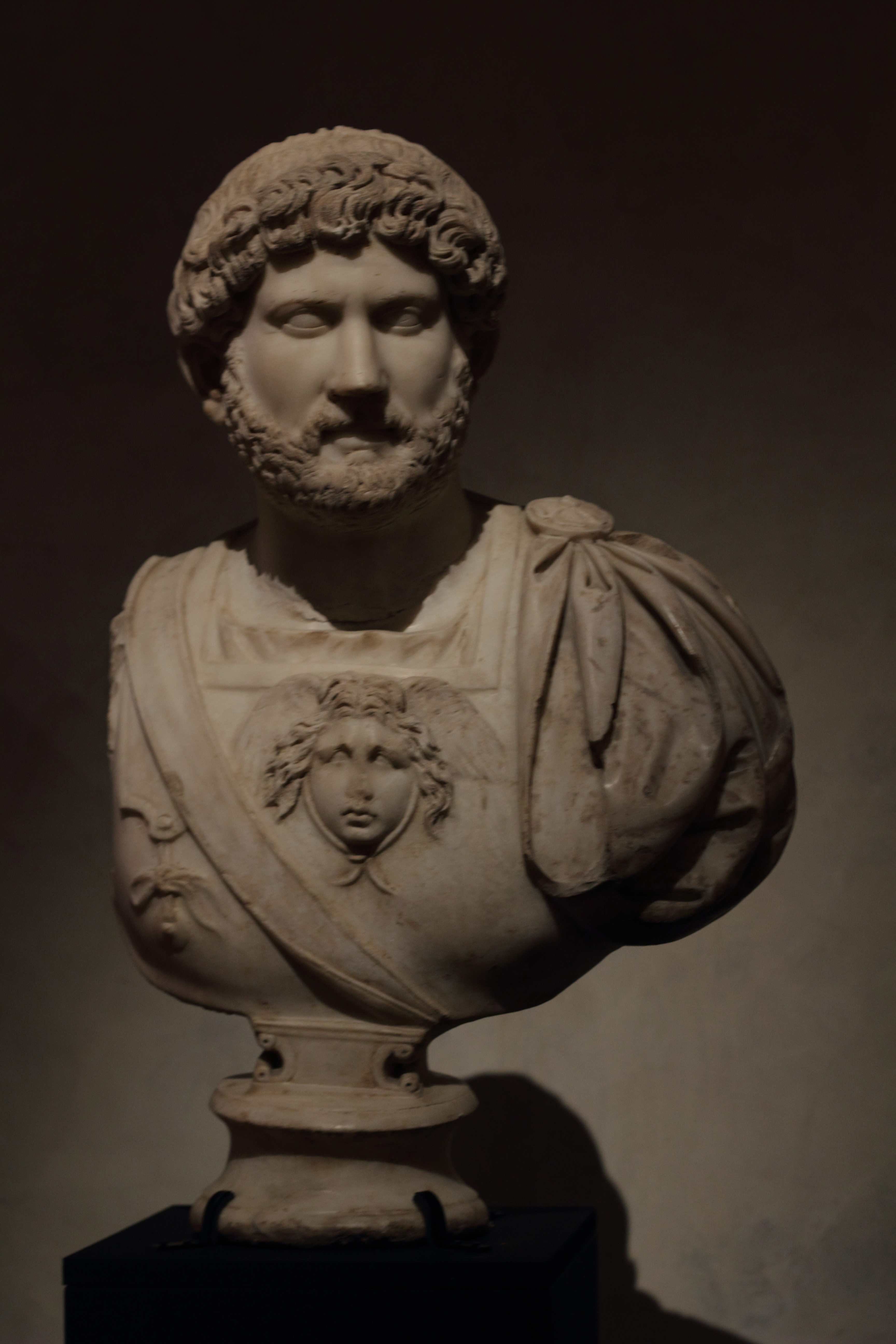
Bustul lui Publius Aelius Traianus Hadrianus, în armură, la Muzeul de arheologie din Sevilla, din Spania

Publius Aelius Traianus Hadrianus (n. 24 ianuarie 76, Italica, Hispania Baetica – d. 10 iulie 138, Baiae⁠(d), Italia), cunoscut în română ca Adrian sau Hadrian, a fost împărat roman între anii 117-138. Hadrian a fost al treilea dintre așa-zișii „cei cinci împărați buni ai Imperiului Roman”.

## Biografie

### Tinerețe
Originar din provincia Baetica din Hispania, ca și Traian, care îi era rudă și tutore și cu a cărui nepoată, Vibia Sabina, s-a căsătorit, Hadrian și-a început cariera în rândurile armatei. Proconsul al Siriei (din 116/117), Hadrian a fost adoptat de către Traian și, la insistențele Pompeiei Plotina, soția acestuia, desemnat pe patul de moarte succesor (la 8 august 117).

### Domnie
Începutul domniei lui Hadrian este marcat de „conspirația celor patru consulari”, soldată cu executarea lor. Spirit neliniștit, sensibil, de o neobosită curiozitate, Hadrian a străbătut, în lungi călătorii, toate provinciile imperiului, în care a petrecut mai mult timp decât la Roma.
A inițiat o serie de reforme în armată și justiție; arta și arhitectura au înflorit în timpul domniei lui. În capitală este restaurat Panteonul și se construiește Mausoleul său (viitorul Castel Sant'Angelo) – necropola împăraților romani până la Caracalla. Hadrian a acordat o deosebită atenție promovării filosofiei și literaturii, manifestând o pronunțată înclinare pentru cultura greacă. El însuși era filosof și scriitor, fiind autorul unor poezii în greacă și latină, discursuri, scrieri filologice și enciclopedice.
Pe plan extern, Hadrian încheie pacea cu parții și renunță la ultimele cuceriri ale lui Traian din provinciile Armenia, Asiria și Mesopotamia, fixând granița orientală pe Eufrat.
Legate de vizitele împăratului în Dacia, au loc două reorganizări administrative ale provinciei, împărțită în 119 în Dacia Superior și Dacia Inferior, iar în 123 în Dacia Porolissensis, Dacia Superior și Dacia Inferior.
În Britannia, Hadrian a construit zidul defensiv ce îi va purta numele, și care trasa granița de nord a Imperiului Roman.
În anul 132, intenția lui Hadrian de a înălța un templu al lui Jupiter la Ierusalim a declanșat ultima mare răscoală a iudeilor, condusă de Bar Kohba și reprimată în 135.
Hadrian rămâne una dintre cele mai originale personalități din galeria principatului.

## Politica internă

### Pe plan juridic
Hadrian, asemenea mai multor Împărați precedenți, au emis mai multe documente privitoare la procedura și autoritatea jurisconsulților. Mai exact, Hadrian a fost cel ce a emis un decret conform căruia un judex avea posibilitatea de a își asculta propria intuiție în momentul în care opiniile consilierilor săi erau diferite.

## Galerie

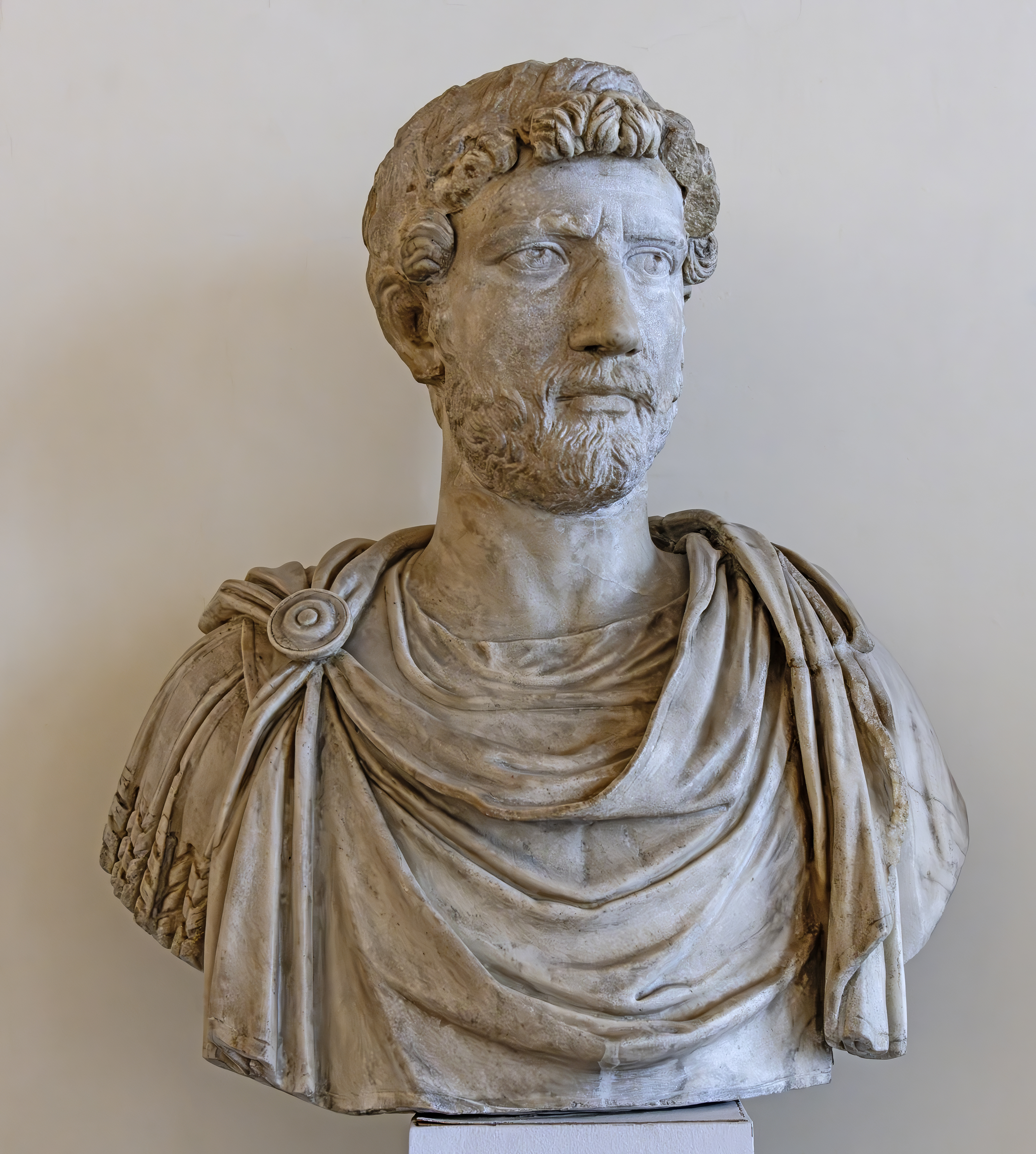
Bustul lui Publius Aelius Traianus Hadrianus, la Muzeul de arheologie din Veneția
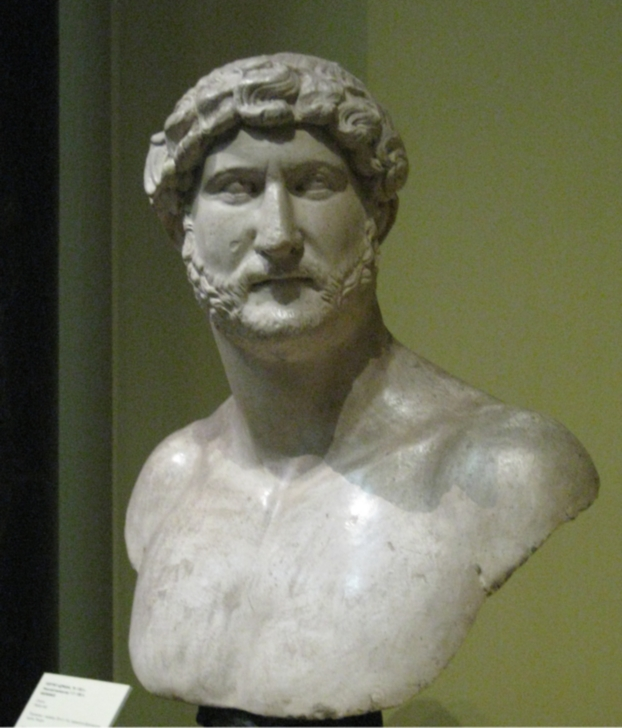
Bustul lui Hadrian: copie aflată la Muzeul Pușkin din Moscova, Federația Rusă, de pe originalul aflat la Muzeul Britanic din Londra
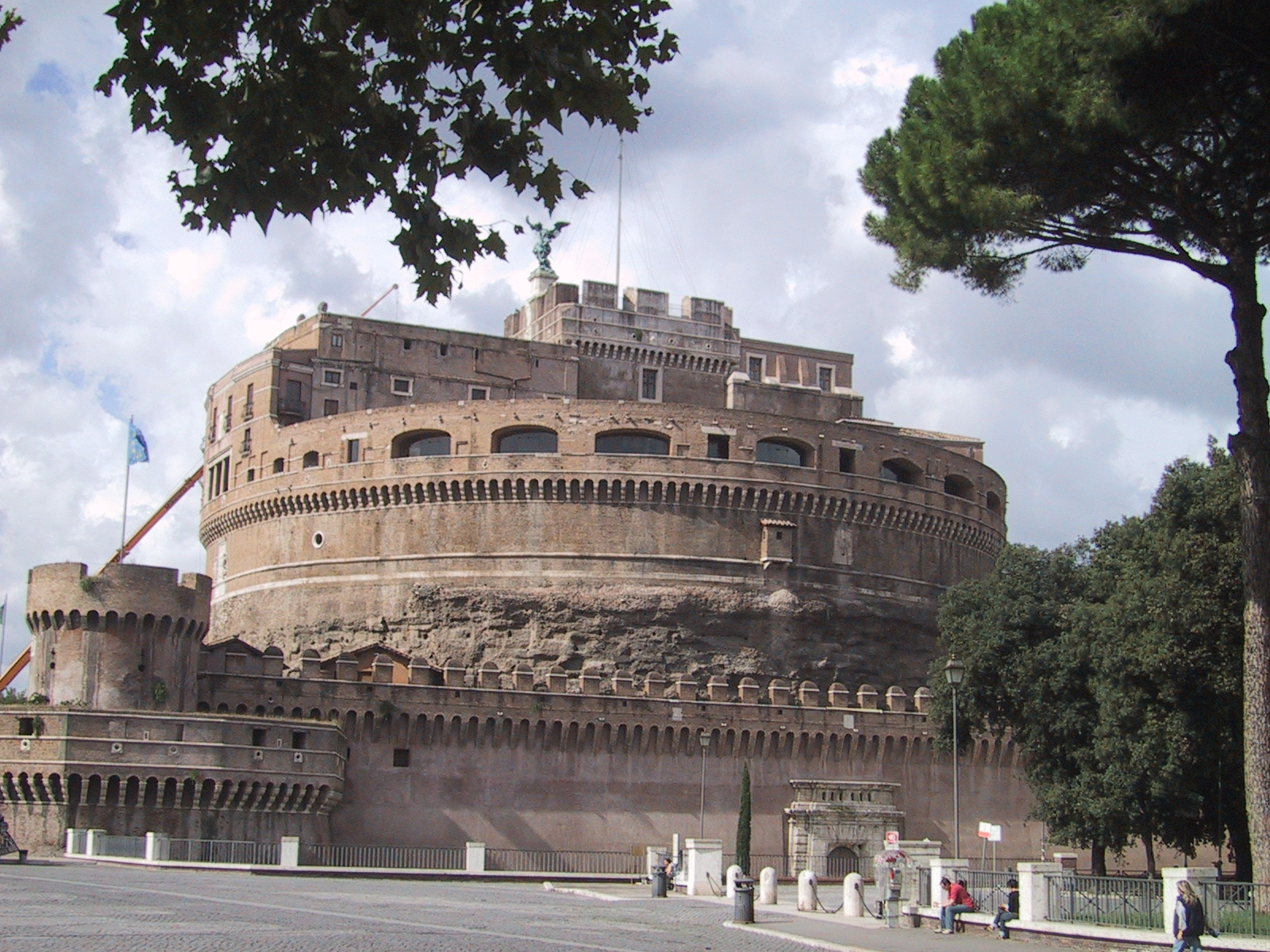
Mausoleul lui Hadrian, Roma